# 奧羅盧克島

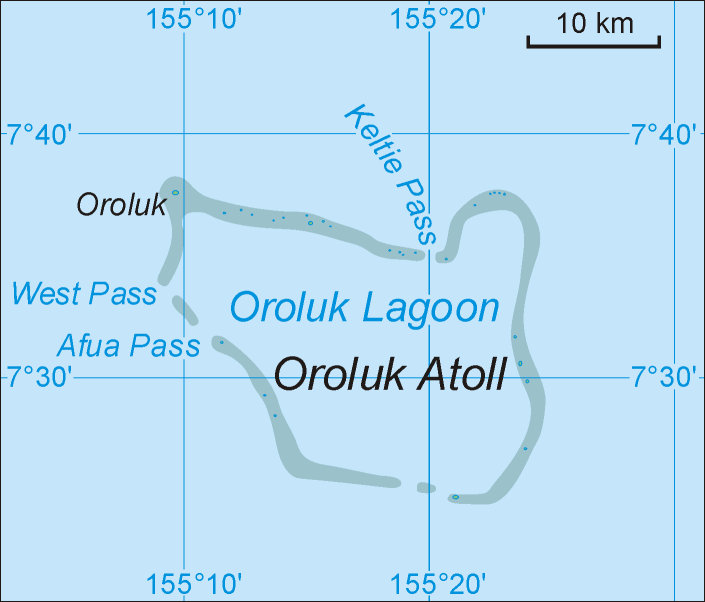

奧羅盧克島是西太平洋島國密克羅尼西亞聯邦的島嶼，位於奧羅盧克環礁，由波納佩負責管轄，長523米、寬343米，面積0.13平方公里，最高點海拔高度18米，島上無人居住。
7°38′N 155°10′E / 7.633°N 155.167°E